# محمية بدع هزاع الطبيعية
تعد إمارة أبوظبي بمثابة عاصمة للمحميات في منطقة الخليج العربي، حيث تضم الإمارة 19 محمية برية وبحرية بإجمالي مساحة تزيد عن 18 ألف كيلو متر مربع، أي نحو 91.2% من إجمالي مساحة المحميات الطبيعية في دولة الإمارات العربية المتحدة.
تقع محمية بدع هزاع في منطقة الظفرة وتغطي الغابات أكثر من 75% من مساحتها.
تقع محمية البدعة الطبيعية في إمارة أبوظبي- الإمارات العربية المتحدة. وتضم مزيجاً من الكثبان والصفائح الرملية بالإضافة إلى غطاء الشجيرات والأعشاب المعمرة والحشائش    
تمتاز المحميات الطبيعية في أبو ظبي بالمناظر الطبيعية الخلابة التي توضح حقيقة جمال وسحر الطبيعة.
أن عدد المحميات التي تضمها شبكة زايد للمحميات الطبيعية، وصل إلى 13 محمية برية من ضمن المحميات محمية البدعة الطبيعية التي تتميز بالطبقات والكثبان الرملية، كما إنها تحتوي على غطاء من الشجيرات.

## روابط خارجية
فيديو محمية بدع هزاع على يوتيوب